# Jacinto María Cervera y Cervera
Jacinto María Cervera y Cervera (Pedralba, 12 d'octubre de 1827 - Mallorca, 14 de novembre de 1897) va ser un clergue valencià, bisbe de San Cristóbal de La Laguna i més tard bisbe de Mallorca.
Va nàixer el 12 d'octubre de 1827 a Pedralba, a la comarca valenciana dels Serrans. Fou ordenat sacerdot el 1850. Va ser nomenat bisbe auxiliar de Saragossa el 16 de desembre de 1880, amb seu d'Hypsus. Va ser consagrat bisbe el 6 de febrer de 1881. L'any següent, el 27 de març de 1882, va ser nomenat bisbe de San Cristóbal de La Laguna (o Tenerife). Va ingressar a la diòcesi el 16 de juliol de 1882 i va oficiar a la Catedral de La Laguna. Va ser el tercer bisbe de Tenerife. Va ordenar cinc sacerdots diocesans i anys més tard va presentar la renúncia que va ser acceptada el 21 de juliol de 1885 i es va retirar a les Illes Balears. Finalment, l'any de jubilació, va ser designat el 10 de juny de 1886 com a Bisbe de Mallorca i Eivissa, celebrat fins a la seua mort el 14 de novembre de 1897 a l'edat de 70 anys.